# ドン軍管州

ドン軍管州の位置（1914年）

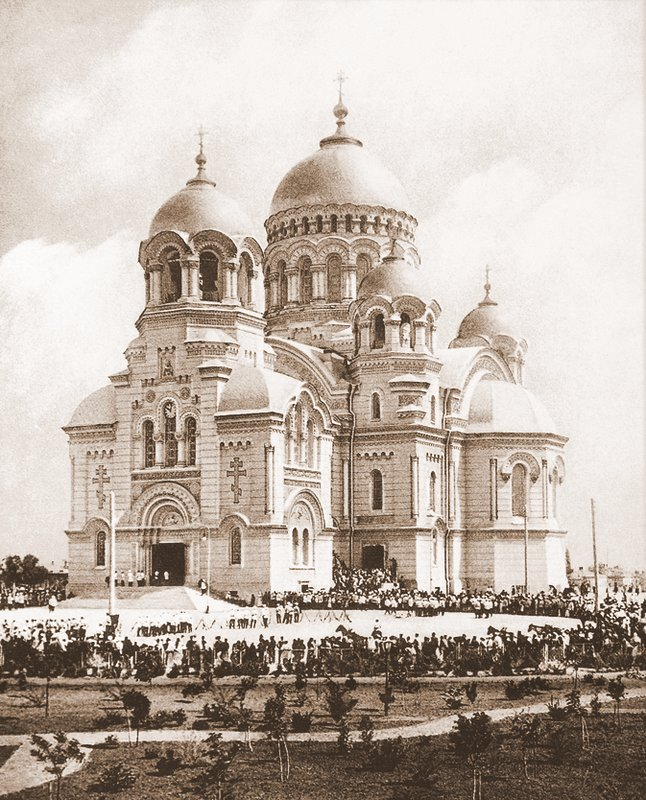
救世主昇天聖堂(1905年撮影)

紋章、1880年

ドン軍管州（ドンぐんかんしゅう、露: Область войска Донского）はロシア帝国に属した州。ドン・コサック軍の拠点。現在はロストフ州となっている。中心都市はスタロチェルカッスカヤであり、現在のノヴォチェルカッスクである。
行政区はドン・コサック軍の占領範囲から成っていた。1786年以降、正式にドン・コサック軍がこの地域一帯の領有を宣言、1870年にドン軍管州と呼ばれるようになった。
1913年には165,000平方キロメートルまで州は拡大し、約380万人もの人口を抱えた。構成人口の55％は土地を所有していたコサックであり、残りの45％がロシア帝国内の他地域から来た者や農業労働者などであった。
1920年に軍管州は廃止され、ドン州となる。1924年に北カフカス地方に組み込まれた。